# Oxana Livach
Oxana Vasylivna Livach (en ucraniano: Оксана Василівна Лівач; Novosélytsia, 14 de mayo de 1997) es una deportista ucraniana que compite en lucha libre.
Ganó una medalla de bronce en el Campeonato Mundial de Lucha de 2018 y cuatro medallas en el Campeonato Europeo de Lucha entre los años 2019 y 2025. En los Juegos Europeos de Minsk 2019 obtuvo una medalla de plata en la categoría de 50 kg.
Participó en dos Juegos Olímpicos de Verano, en Tokio 2020 y París 2024, ocupando en ambas ocasiones el quinto lugar en la categoría de 50 kg.

## Palmarés internacional
| Campeonato Mundial | Campeonato Mundial      | Campeonato Mundial | Campeonato Mundial |
| Año                | Lugar                   | Medalla            | Categoría          |
| ------------------ | ----------------------- | ------------------ | ------------------ |
| 2018               | Budapest (Hungría)      | Medalla de bronce  | 50 kg              |
| Juegos Europeos    |                         |                    |                    |
| Año                | Lugar                   | Medalla            | Categoría          |
| 2019               | Minsk (Bielorrusia)     | Medalla de plata   | 50 kg              |
| Campeonato Europeo |                         |                    |                    |
| Año                | Lugar                   | Medalla            | Categoría          |
| 2019               | Bucarest (Rumania)      | Medalla de oro     | 50 kg              |
| 2020               | Roma (Italia)           | Medalla de plata   | 50 kg              |
| 2023               | Zagreb (Croacia)        | Medalla de plata   | 50 kg              |
| 2025               | Bratislava (Eslovaquia) | Medalla de oro     | 50 kg              |